# Midea decliviis
Midea decliviis là một loài bướm đêm trong họ Noctuidae.